# Interés abierto
El interés abierto corresponde al número total de opciones o contratos a futuro que no han sido cerrados o despachados en un día en particular. También se refiere al número de órdenes de compra de mercado que existen antes de que el mercado accionario inicie una sesión.
Un error común es creer que el interés abierto es lo mismo que el volumen en el mercado de opciones y futuros. El siguiente ejemplo permite clarificar este concepto:
- En enero 1, A compra una opción y B vende una opción: en este caso el volumen y el interés abierto es igual a 1.
- En enero 2, C compra cinco opciones y D vende cinco opciones, en este caso se crea un volumen de 5 y el interés abierto sube a 6.
- En enero 3, A vende una opción y D compra una opción, en este caso A cancela la posición que había abierto en enero 1 y el volumen es 1 y el interés abierto se reduce en 5.
- En enero 4, E le compra cinco opciones a C quien vende cinco opciones, en este caso el volumen es 5 y el interés abierto no cambia.